# Luca Ceccarelli (24 marzo 1983)
Luca Ceccarelli (Gambettola, 24 marzo 1983) è un allenatore di calcio ed ex calciatore italiano, di ruolo difensore.

## Carriera

### Club
Dopo la trafila delle giovanili bianconere, nella stagione 2001-2002 viene fatto esordire in prima squadra da Walter De Vecchi. Fa parte della rosa del Cesena anche nei due anni successivi sotto la guida di Fabrizio Castori, che lo schiera 15 volte nell'anno della promozione in Serie B. Esordisce in Serie B nel 2004, ma a gennaio viene girato in prestito al Pavia in serie C2. La stagione seguente subisce un infortunio al ginocchio destro mentre è in prestito al San Marino. Si riprende completamente dall'infortunio la stagione seguente, dove trova continuità tra le file del Legnano in serie C1.
Torna a Cesena nel 2008  e fa parte della rosa che domina il girone A della Prima Divisione. Durante questa stagione Pierpaolo Bisoli lo reinventa come terzino sinistro regalandogli una nuova vita calcistica. A fine stagione si opera alle ginocchia, tuttavia recupera in tempo per dare il suo contributo alla promozione in Serie B.
Resta a Cesena fino alla storica promozione in Serie A, e debutta in Serie A il 28 agosto 2010, nella trasferta contro la Roma, terminata 0-0. e l'8 maggio 2011, in Cagliari-Cesena (0-2), taglia le 100 presenze con la maglia del Cesena.
Il 6 gennaio 2011 realizza il suo primo gol in Serie A durante la partita Brescia-Cesena (1-2). Resta nel club romagnolo anche dopo la successiva retrocessione in Serie B.
Il 2 settembre 2013 viene girato in prestito al Padova nell'operazione che porta Niccolò Galli a vestire la maglia del Cesena.
Il 1º luglio 2014 passa a titolo definitivo al Bologna ed il 13 gennaio 2016 passa in prestito alla Salernitana. Il 21 febbraio in occasione della partita Salernitana-Crotone (1-1), gioca gli ultimi minuti di gioco nel ruolo di portiere in seguito all'espulsione del compagno Pietro Terracciano.
Il 22 ottobre 2016 viene ceduto a parametro zero alla Dinamo Bucarest ma l'esperienza all'estero non si rivela soddisfacente.
Dopo una parentesi al San Marino, nel 2018 decide di giocare nel campionato di Promozione firmando un biennale con il Cervia.

### Allenatore
Nell'estate 2022 smette i panni di calciatore e indossa quelli di allenatore, sempre con i gialloblù del Cervia, in Promozione terminando l’esperienza l’anno seguente.

## Statistiche

### Presenze e reti nei club
| Stagione        | Squadra         | Campionato      | Campionato | Campionato | Coppe nazionali | Coppe nazionali | Coppe nazionali | Coppe continentali | Coppe continentali | Coppe continentali | Altre coppe | Altre coppe | Altre coppe | Totale | Totale |
| Stagione        | Squadra         | Comp            | Pres       | Reti       | Comp            | Pres            | Reti            | Comp               | Pres               | Reti               | Comp        | Pres        | Reti        | Pres   | Reti   |
| --------------- | --------------- | --------------- | ---------- | ---------- | --------------- | --------------- | --------------- | ------------------ | ------------------ | ------------------ | ----------- | ----------- | ----------- | ------ | ------ |
| 2000-2001       | Cesena          | C1              | 0          | 0          | CI              | 0               | 0               |                    | -                  | -                  |             | -           | -           | 0      | 0      |
| 2001-2002       | Cesena          | C1              | 5          | 0          | CI              | 0               | 0               |                    | -                  | -                  |             | -           | -           | 5      | 0      |
| 2002-gen. 2003  | Cesena          | C1              | 1          | 0          | CI              | 0               | 0               |                    | -                  | -                  |             | -           | -           | 1      | 0      |
| gen.-giu. 2003  | Sangiovannese   | C2              | 5          | 0          | CI              | 0               | 0               |                    | -                  | -                  |             | -           | -           | 5      | 0      |
| 2003-2004       | Cesena          | C1              | 16         | 0          | CI              | 3               | 1               |                    | -                  | -                  |             | -           | -           | 19     | 1      |
| ago. 2004       | Pro Patria      | C1              | 2          | 0          | CI              | 0               | 0               |                    | -                  | -                  |             | -           | -           | 2      | 0      |
| 2004-2005       | Pavia           | C1              | 30+4       | 2+0        | CI              | 0               | 0               |                    | -                  | -                  |             | -           | -           | 34     | 2      |
| 2005-gen. 2006  | Cesena          | B               | 6          | 0          | CI              | 2               | 0               |                    | -                  | -                  |             | -           | -           | 8      | 0      |
| gen.-giu. 2006  | Pavia           | C1              | 13+2       | 1+0        | CI              | 0               | 0               |                    | -                  | -                  |             | -           | -           | 15     | 1      |
| Totale Pavia    | Totale Pavia    | Totale Pavia    | 43+6       | 3+0        |                 |                 |                 |                    |                    |                    |             |             |             | 49     | 3      |
| 2006-2007       | San Marino      | C1              | 10         | 1          | CI              | 0               | 0               |                    | -                  | -                  |             | -           | -           | 10     | 1      |
| 2007-2008       | Legnano         | C1              | 24         | 6          | CI              | 0               | 0               |                    | -                  | -                  |             | -           | -           | 24     | 6      |
| 2008-2009       | Cesena          | 1D              | 28         | 0          | CI              | 2               | 0               |                    | -                  | -                  |             | -           | -           | 30     | 0      |
| 2009-2010       | Cesena          | B               | 13         | 1          | CI              | 0               | 0               |                    | -                  | -                  |             | -           | -           | 13     | 1      |
| 2010-2011       | Cesena          | A               | 32         | 1          | CI              | 0               | 0               |                    | -                  | -                  |             | -           | -           | 32     | 1      |
| 2011-2012       | Cesena          | A               | 25         | 1          | CI              | 1               | 0               |                    | -                  | -                  |             | -           | -           | 26     | 1      |
| 2012-2013       | Cesena          | B               | 26         | 1          | CI              | 2               | 0               |                    | -                  | -                  |             | -           | -           | 28     | 1      |
| 2013-set .2013  | Cesena          | B               | 0          | 0          | CI              | 0               | 0               |                    | -                  | -                  |             | -           | -           | 0      | 0      |
| Totale Cesena   | Totale Cesena   | Totale Cesena   | 152        | 4          |                 | 10              | 1               |                    |                    |                    |             |             |             | 162    | 5      |
| set. 2013-2014  | Padova          | B               | 19         | 0          | CI              | -               | -               |                    | -                  | -                  |             | -           | -           | 19     | 0      |
| 2014-2015       | Bologna         | B               | 29+2       | 1+0        | CI              | 0               | 0               |                    | -                  | -                  |             | -           | -           | 31     | 1      |
| 2015-gen.2016   | Bologna         | A               | 0          | 0          | CI              | 0               | 0               |                    | -                  | -                  |             | -           | -           | 0      | 0      |
| Totale Bologna  | Totale Bologna  | Totale Bologna  | 29+2       | 1+0        |                 |                 |                 |                    |                    |                    |             |             |             | 31     | 1      |
| gen.-giu.2016   | Salernitana     | B               | 14         | 0          | CI              | 0               | 0               |                    | -                  | -                  |             | -           | -           | 14     | 0      |
| 2016-2017       | Dinamo Bucareșt | L I             | 7          | 0          | CR+CdL          | 1+1             | 0               |                    | -                  | -                  |             | -           | -           | 9      | 0      |
| 2017-2018       | San Marino      | D               | 25         | 3          | CI-D            | 1               | 0               |                    | -                  | -                  |             | -           | -           | 26     | 3      |
| 2017-18         | Cervia          | prom.           | 20         | 2          | CI              | 2               | 0               |                    | -                  | -                  |             | -           | -           | 22     | 2      |
| Totale carriera | Totale carriera | Totale carriera | 313+8      | 18         |                 | 12              | 1               |                    |                    |                    |             |             |             | 346    | 19     |

### Statistiche da allenatore
Statistiche aggiornate al 26 giugno 2022.
| Stagione        | Squadra         | Campionato      | Campionato | Campionato | Campionato | Campionato | Coppe nazionali | Coppe nazionali | Coppe nazionali | Coppe nazionali | Coppe nazionali | Coppe continentali | Coppe continentali | Coppe continentali | Coppe continentali | Coppe continentali | Altre coppe | Altre coppe | Altre coppe | Altre coppe | Altre coppe | Totale | Totale | Totale | Totale | % Vittorie |
| Stagione        | Squadra         | Comp            | G          | V          | N          | P          | Comp            | G               | V               | N               | P               | Comp               | G                  | V                  | N                  | P                  | Comp        | G           | V           | N           | P           | G      | V      | N      | P      | %          |
| --------------- | --------------- | --------------- | ---------- | ---------- | ---------- | ---------- | --------------- | --------------- | --------------- | --------------- | --------------- | ------------------ | ------------------ | ------------------ | ------------------ | ------------------ | ----------- | ----------- | ----------- | ----------- | ----------- | ------ | ------ | ------ | ------ | ---------- |
| 2022-2023       | Cervia          | Prom.           | 30         | 9          | 10         | 11         | CI-P            | 2               | 0               | 1               | 1               | -                  | -                  | -                  | -                  | -                  | -           | -           | -           | -           | -           | 32     | 9      | 11     | 12     | 28,13      |
| Totale carriera | Totale carriera | Totale carriera | 30         | 9          | 10         | 11         |                 | 2               | 0               | 1               | 1               |                    | -                  | -                  | -                  | -                  |             | -           | -           | -           | -           | 32     | 9      | 11     | 12     | 28,13      |

## Palmarès

### Club

#### Competizioni nazionali
- Coppa Italia Serie C: 1

Cesena: 2003-2004
- Lega Pro Prima Divisione: 1

Cesena: 2008-2009
- Coppa di Lega rumena: 1

Dinamo Bucarest: 2016-2017